# ミハウ・セルヴァツィ・ヴィシニョヴィエツキ
ミハウ・セルヴァツィ・ヴィシニョヴィエツキ（ポーランド語：Michał Serwacy Wiśniowiecki、1680年5月13日 - 1744年9月18日）は、ポーランド・リトアニア共和国の大貴族、公。ヘトマンや大法官などを歴任した。

## 生涯
ブラツワフ県知事などを務めたコンスタンティ・クシシュトフ・ヴィシニョヴィエツキ公の息子としてリヴィウで生まれた。ヘトマンのディミトル・イェジ・ヴィシニョヴィエツキの甥にあたる。1730年にカロル・ラジヴィウ公の娘テクラを3度目の妻に迎えた。
1702年から1703年まで、および1707年から1735年までリトアニア野戦ヘトマンを務めた。また1703年から1707年まで、そして1735年から亡くなるまでリトアニア大ヘトマンを、そして1720年よりリトアニア大法官を務めた。1703年よりヴィリニュス城代、1706年から1707年、および1730年にヴィリニュス県知事をも兼ねていた。1730年にはリトアニア軍のレギメンタシュ（臨時の司令官）に任じられている。何度かリトアニア大法院の院長にもなった。1703年にルブリンで開かれたセイムでは、議長に選ばれている。ピンスク、ヴァウカヴィースク、フルィーニャヌィ、トゥホラ、ヴィルキスク、ヴィルコフスク、メテルおよびメルキネーの代官でもあった。
1700年のリトアニア内戦ではサピェハ家に敵対する派閥の指導者となり、オルキェニキの戦いでサピェハ一族を打ち負かしたうえ、同家の本拠であるルジャヌィ宮殿を徹底的に破壊した。ヴィシニョヴィエツキは1707年までアウグスト2世の支持者だったが、その後スタニスワフ・レシュチンスキ支持に回った。このため同年ロシア軍に捕えられて失脚し、1709年には国外に亡命した。1716年にはアウグスト2世を国王と認め、帰国を許されている。1733年のポーランド継承戦争では、ロシア軍の軍事介入とアウグスト3世の選出を支持していた。1744年に死んだときにヴィシニチュで催された葬儀は、18世紀のポーランドで最も豪勢な葬式だったという。